# Hossmo kyrka
Hossmo kyrka är en kyrkobyggnad i Hossmo söder om Kalmar. Den tillhör Växjö stift och har alltsedan medeltiden varit sockenkyrka i Hossmo socken. Idag är den församlingskyrka i Hossmo församling.

## Kyrkobyggnaden
Den första kyrkan som uppfördes i Hossmo var sannolikt en träkyrka. Därefter byggdes den lilla stenkyrkan omkring 1120, en murad byggnad med långhus, kor och absid. Denna omgavs av ett antal gravmonument i sten, så kallade Eskilstunakistor daterade till 1000-talets andra hälft. Tornet uppfördes något senare. Kring 1240 byggdes kyrkan till med en ovanvåning, vars muröppningar ofta tolkats som skottgluggar. Man har därför ansett att kyrkan i och med den övre våningens tillkomst varit en så kallad försvarskyrka, sannolikt under perioden 1200-1400. Säkra bevis för hypotesen saknas emellertid. Skriftliga källor visar att kyrkan varit en garnison och ett flankfäste till Kalmar under unionsstriderna i början på 1500-talet. 
En arkeologisk undersökning som utfördes 2003 då kyrkogården skulle utvidgas avslöjade att kyrkan sannolikt varit omsluten av en vallgrav. Spår av annan bebyggelse påträffades också, men dateringarna av dessa lämningar är osäkra. Även en så kallad blästerugn för järnframställning påträffades. Kyrkans uppförande har knutits till kungamakten eller till någon lokal stormannafamilj. Orten Hossmo anses ha varit kärnan i ett centralortskomplex under yngre järnåldern och äldre medeltiden.
Kyrkan genomgick under 2020 en inre renovering då bland annat absiden i koret frilades och det ursprungliga korfönstret i absiden rekonstruerades. Kyrkan återöppnades 2:a söndagen i advent av biskop Fredrik Modéus.

## Inventarier
- Fristående altare med strålsol.
- Dopfunten huggen i sandsten är från början av 1200-talet.
- Tidigare Altartavlan med motivet ”Jesu dop”, är skapad 1768 av bildhuggaren Jonas Berggren.
- Predikstolen i enkel rokoko är likaså skapad 1768 av bildhuggaren Jonas Berggren.
- Triumfkrucifix i korbågen.
- Processionskrucifix
- Orgelläktare dekorerad med blomstermotiv i speglarna.
- Sluten bänkinredning.
- Den ursprungliga altarskivan med relikgömma, nu inmurad i golvet i absiden.
- 1800-talets glasfönster från absiden, nu i västväggens fönsternisch.

## Orgel

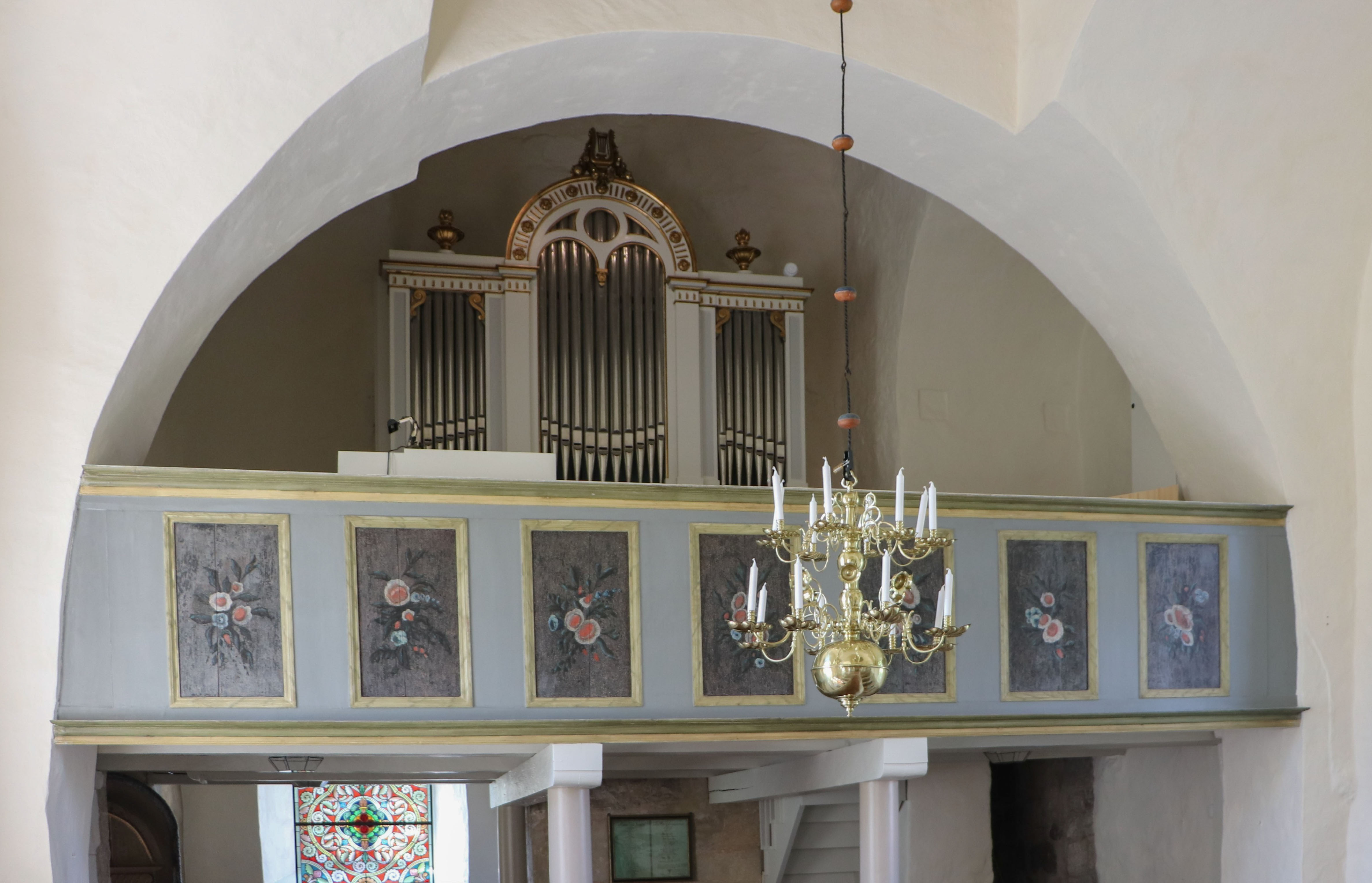
Läktarorgeln

- 1860 eller 1880 byggde Åkerman & Lund en orgel med sex stämmor, en manual och pedal.
- 1953 ersattes denna av en orgel byggd av A. Magnussons orgelbyggeri med elva stämmor, två manualer och pedal.
- Orgeln från 1981 av Olof Hammarberg, Göteborg, tagen ur bruk 2020. Den hade tolv stämmor, två manualer och pedal. Fasaden från kyrkans första orgel 1880[2] är efter 2020 års renovering del av ett skåp för textilförvaring.

Disposition:
| Manual I                        | Manual II       | Pedal         | Koppel |
| Rörflöjt 8'                     | Gedackt 8'      | Subbas 16'    | I/P    |
| Principal 4'                    | Spetsflöjt 4'   | Borduna 8'    | II/P   |
| Koppelflöjt 4'                  | Principal 2'    | Kvintadena 4' | II/I   |
| Waldflöjt 2'                    | Sesquialtera II |               |        |
| Mixtur III                      |                 |               |        |
| Crescendosvällare (hela orgeln) |                 |               |        |

## Bildgalleri

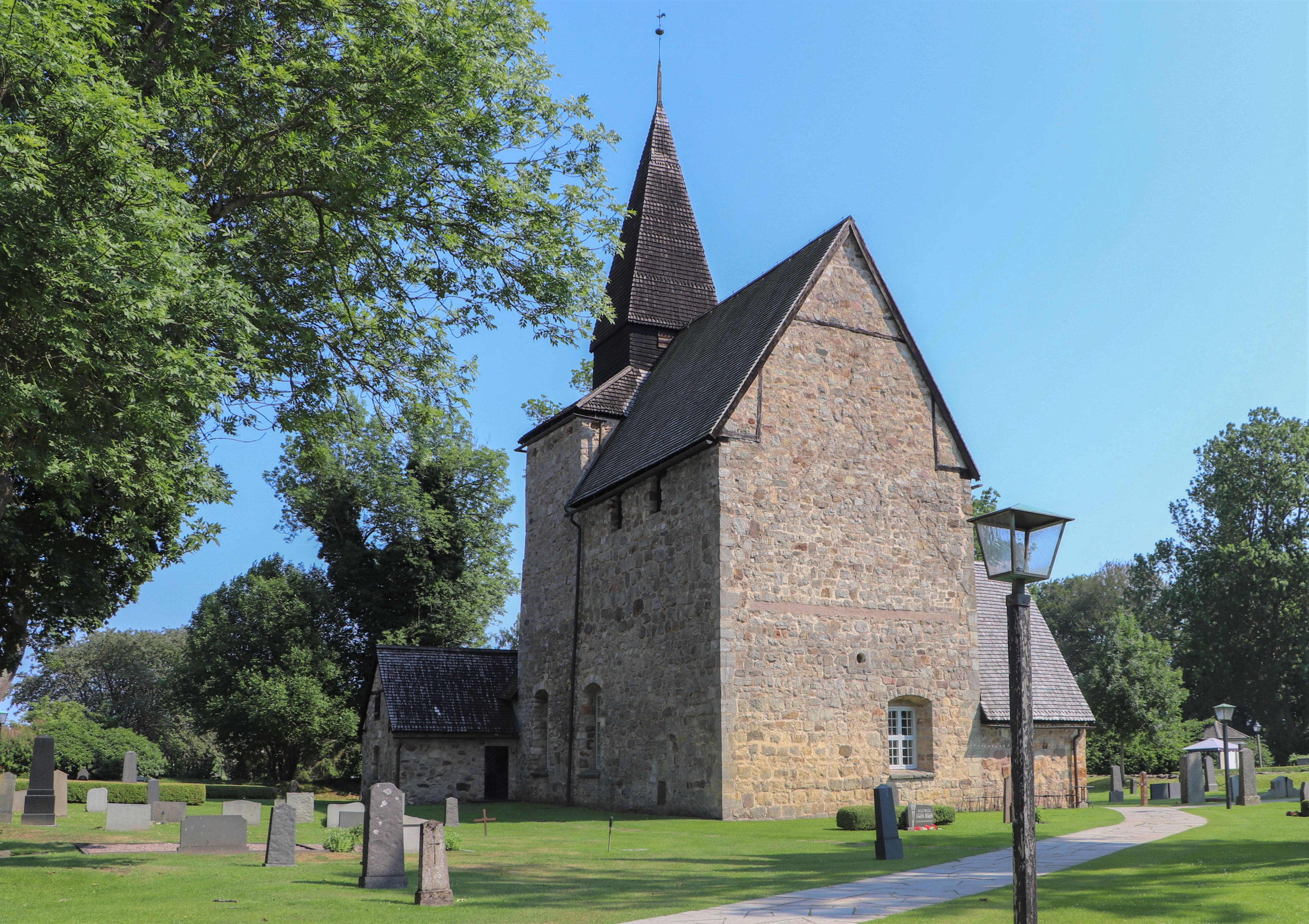
Kyrkan från nordväst
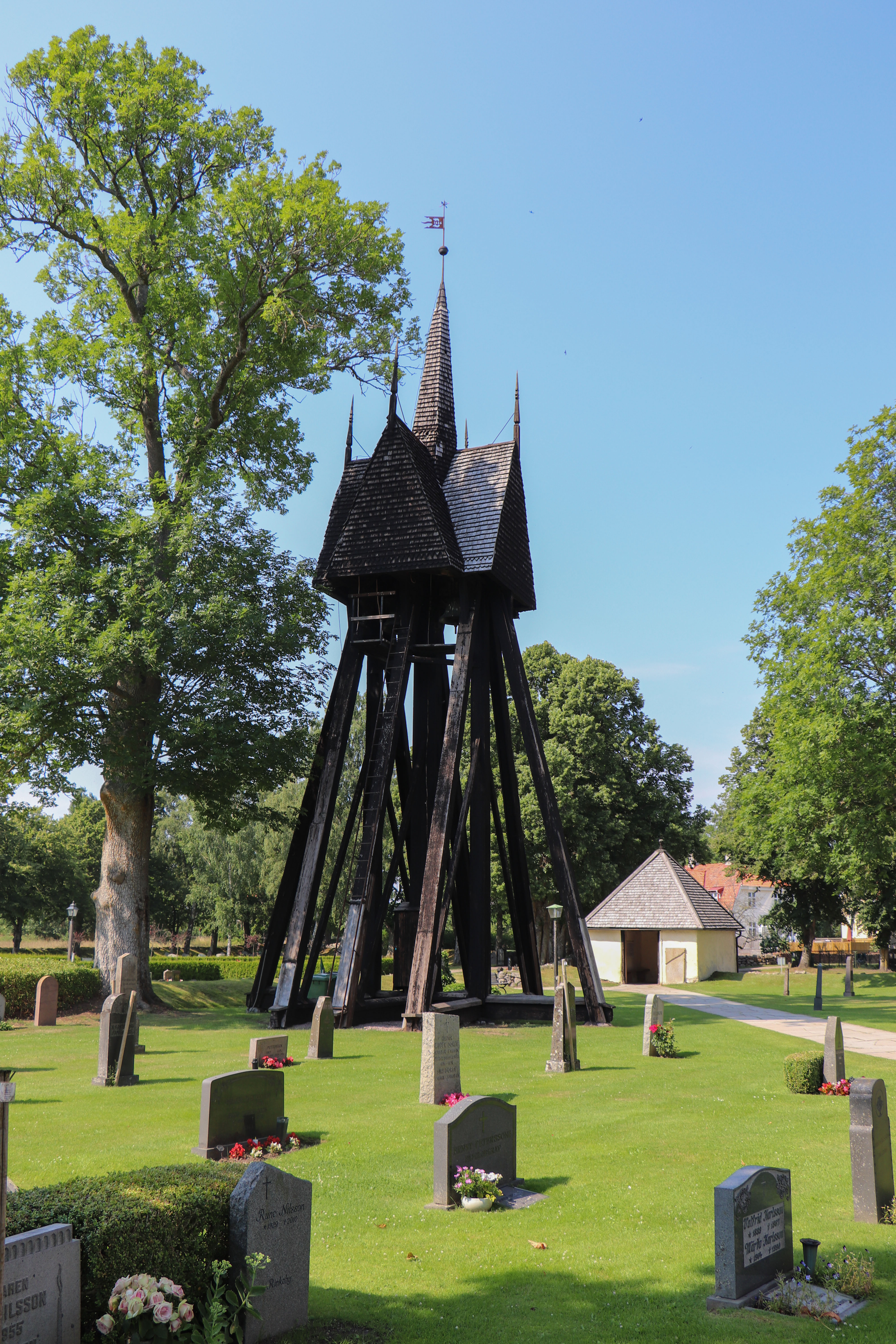
Klockstapeln
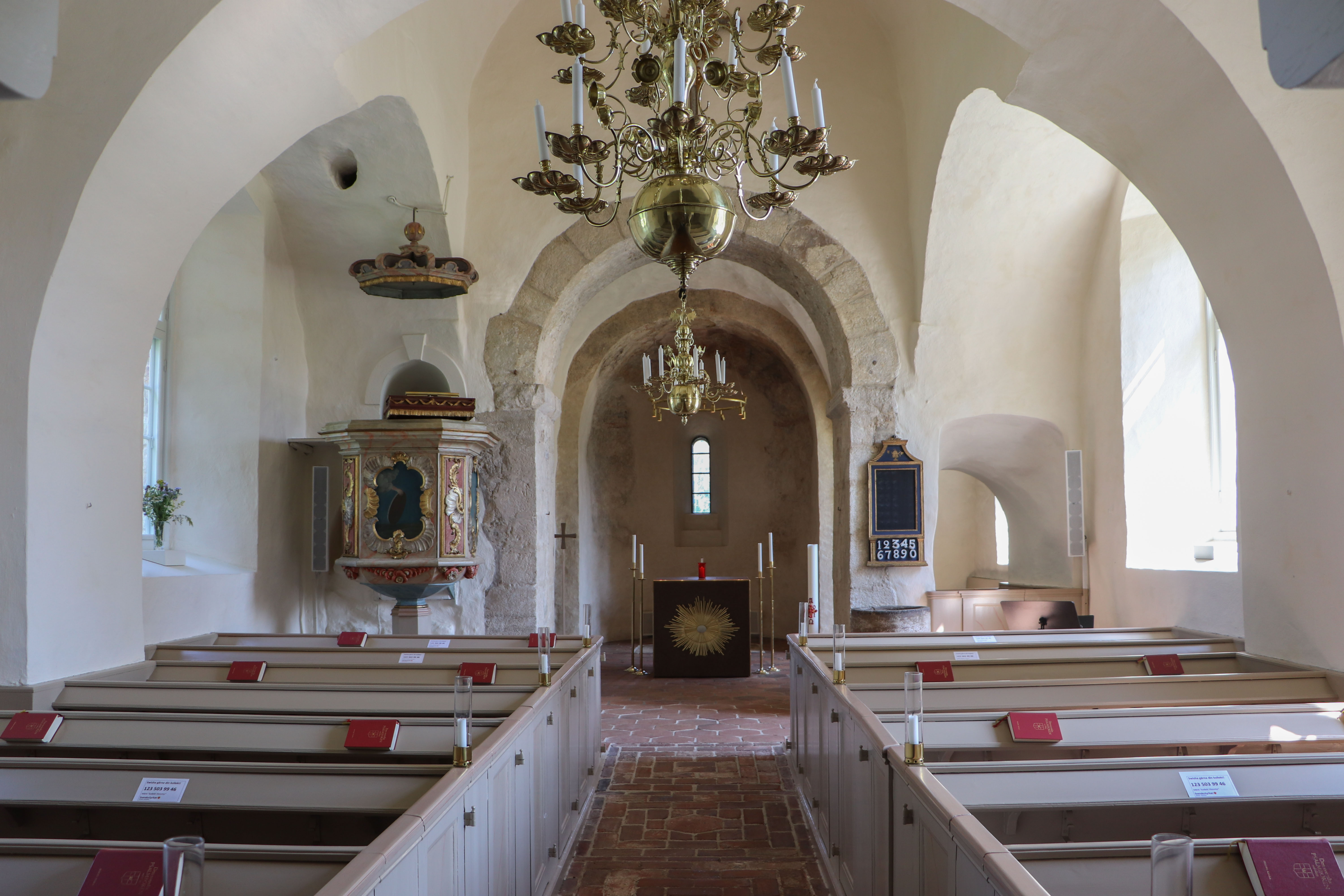
Interiör mot öster
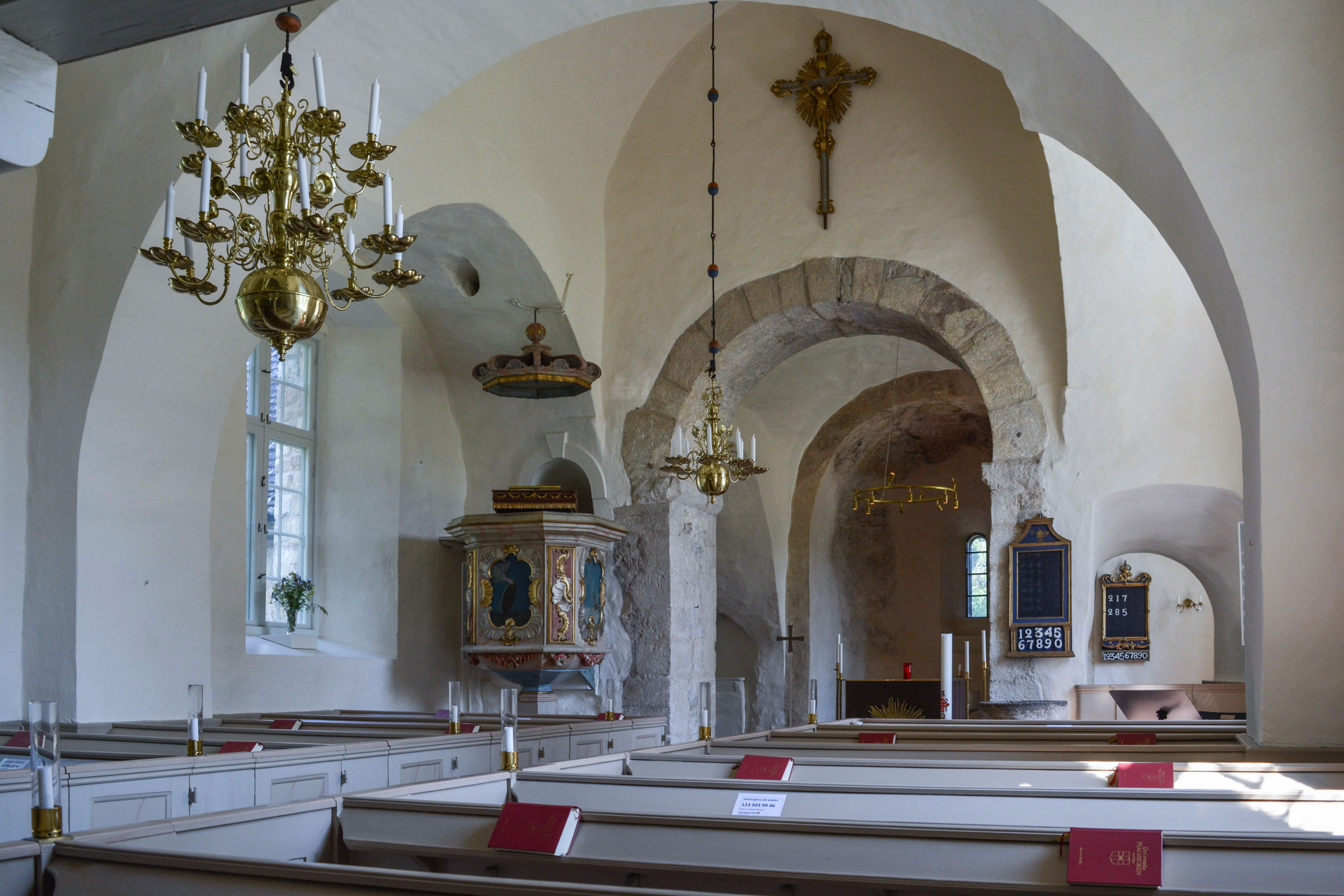
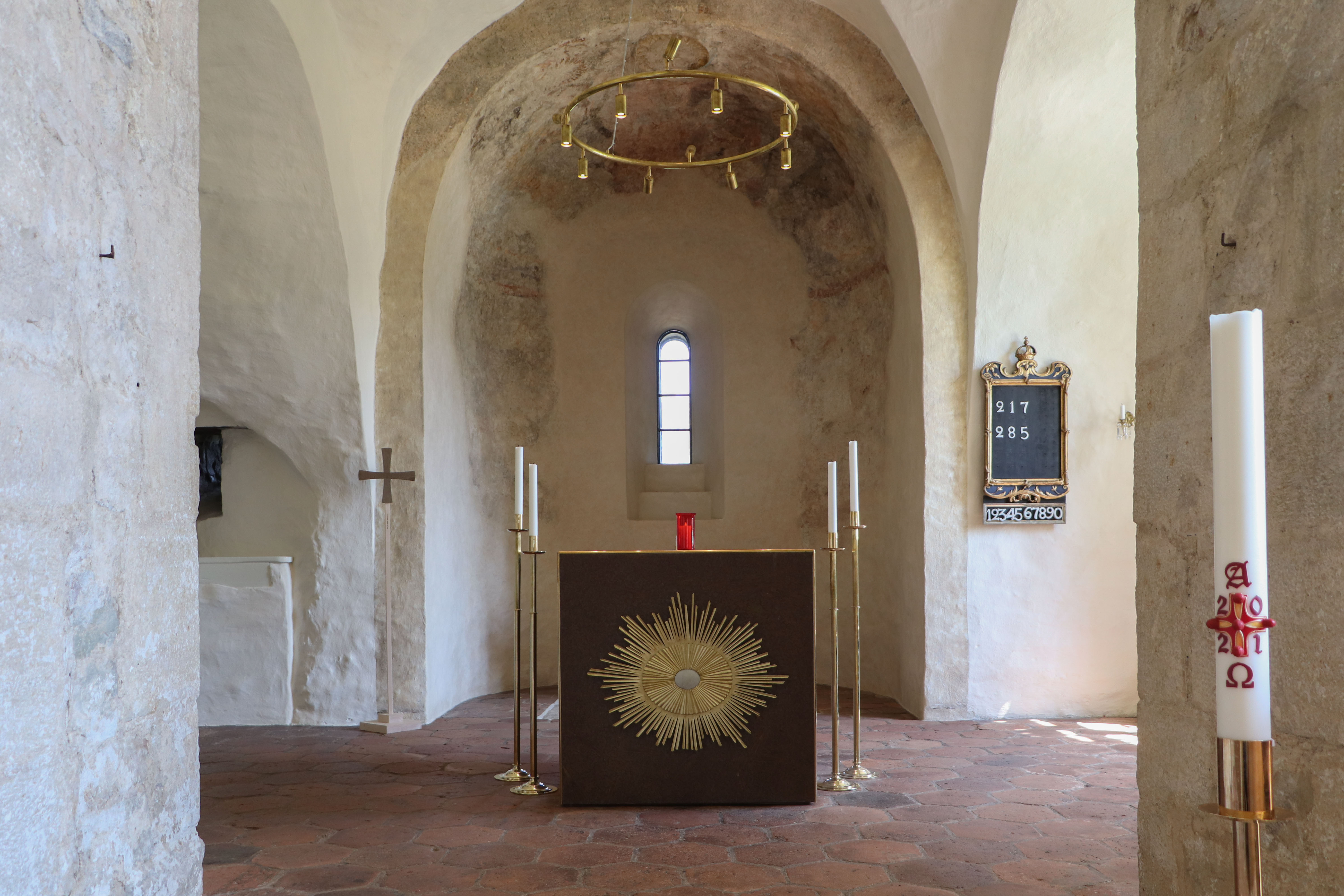
Koret med absiden
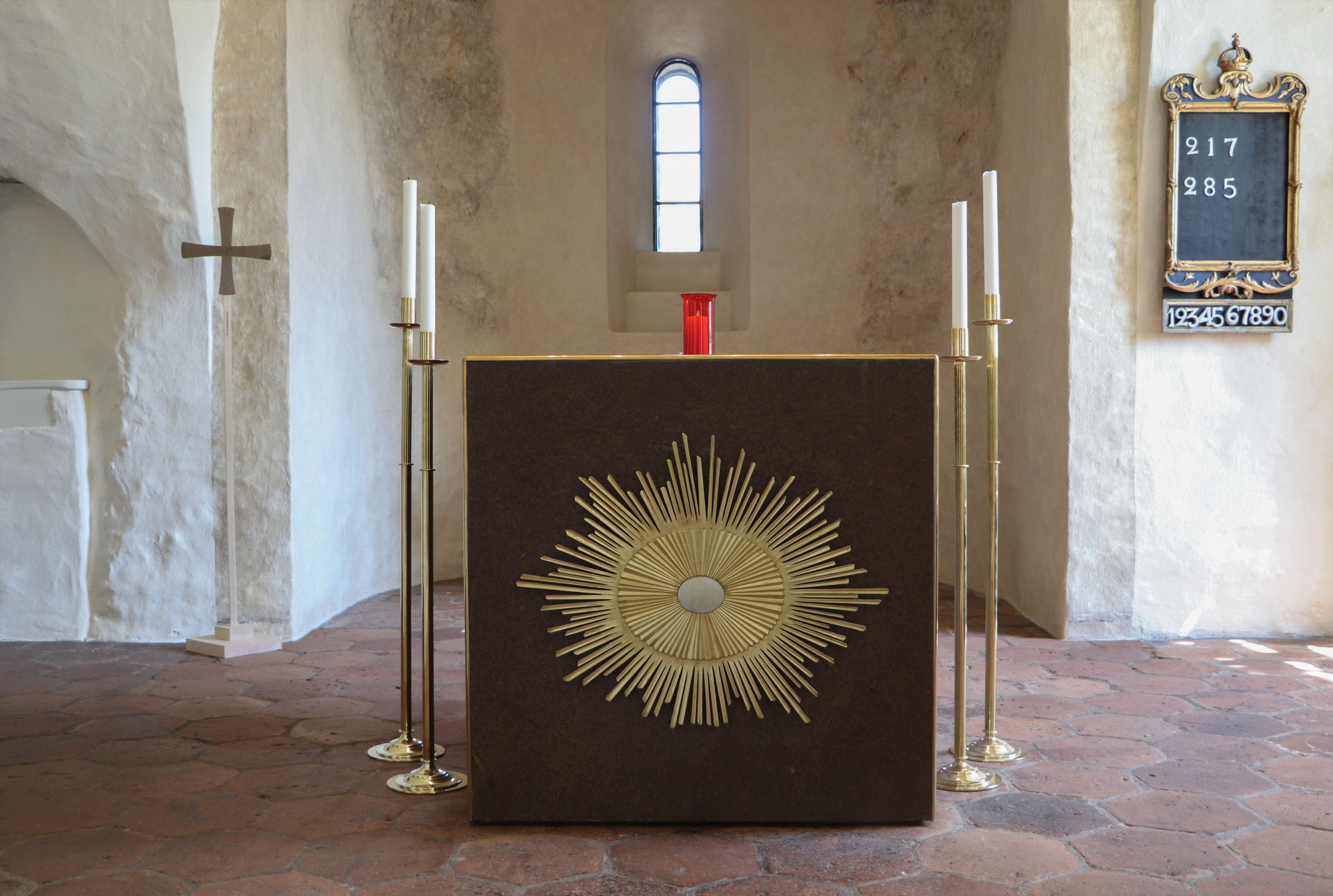
Det fristående altaret
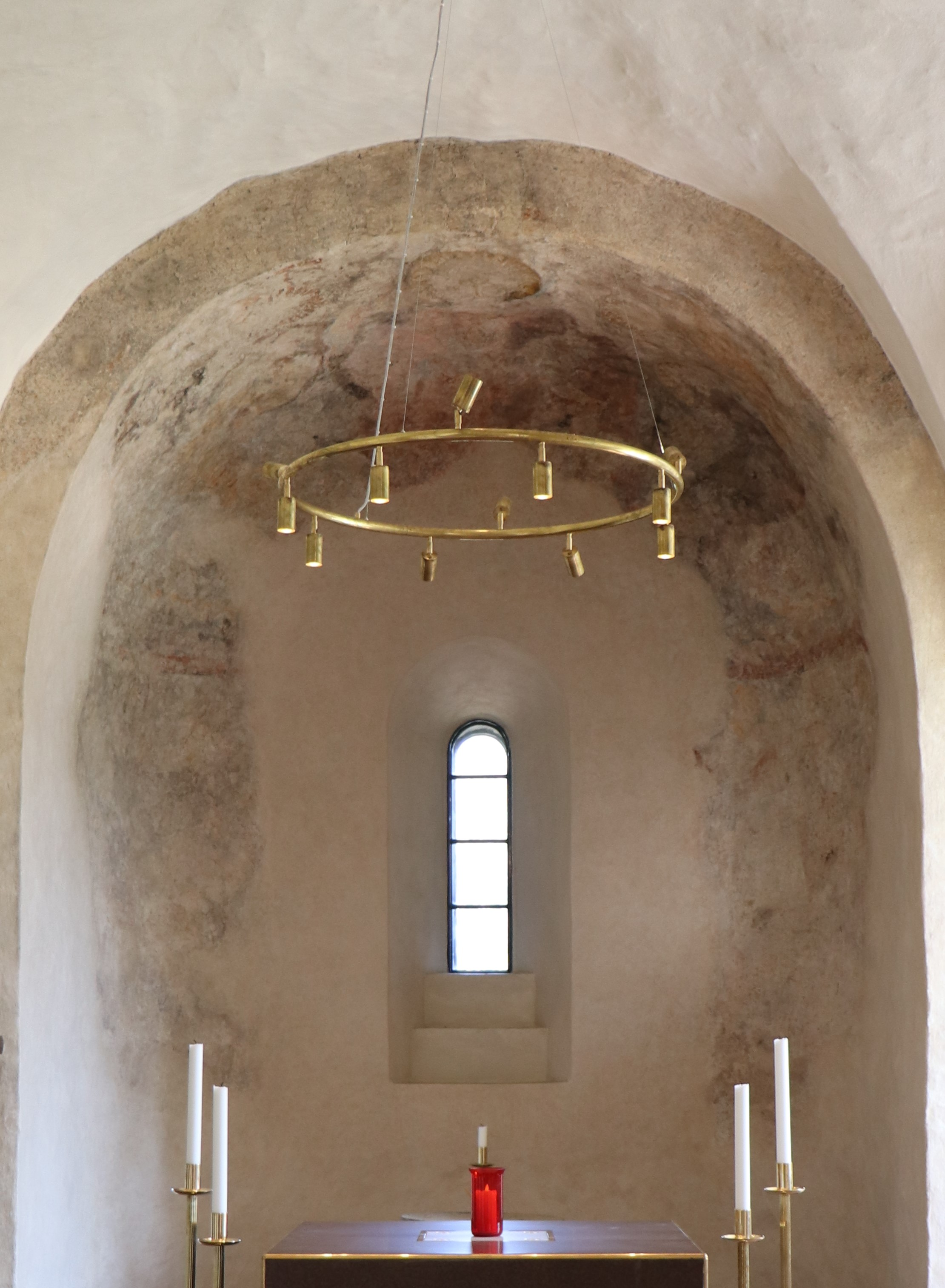
Målningar i korabsiden
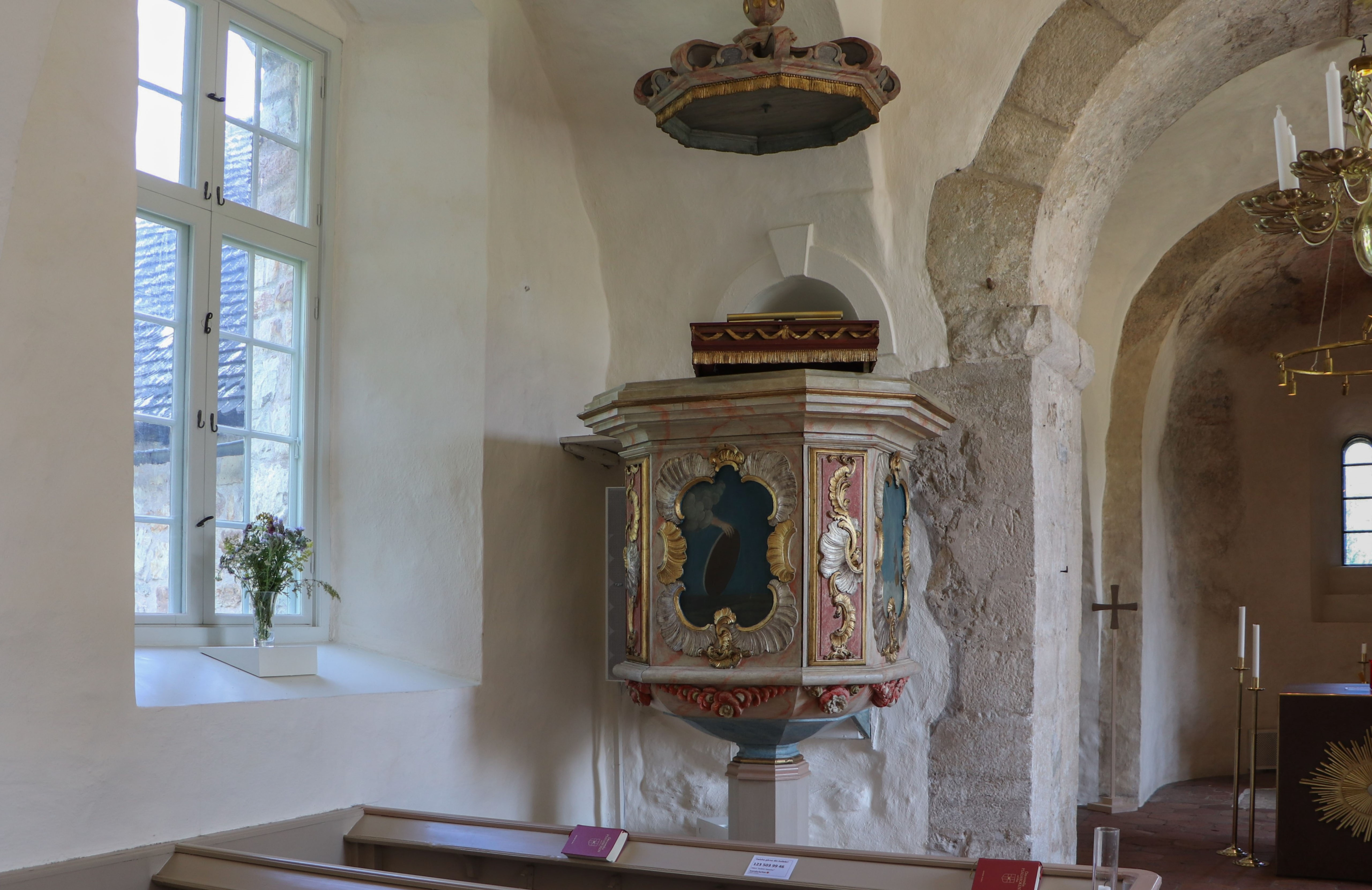
Predikstolen
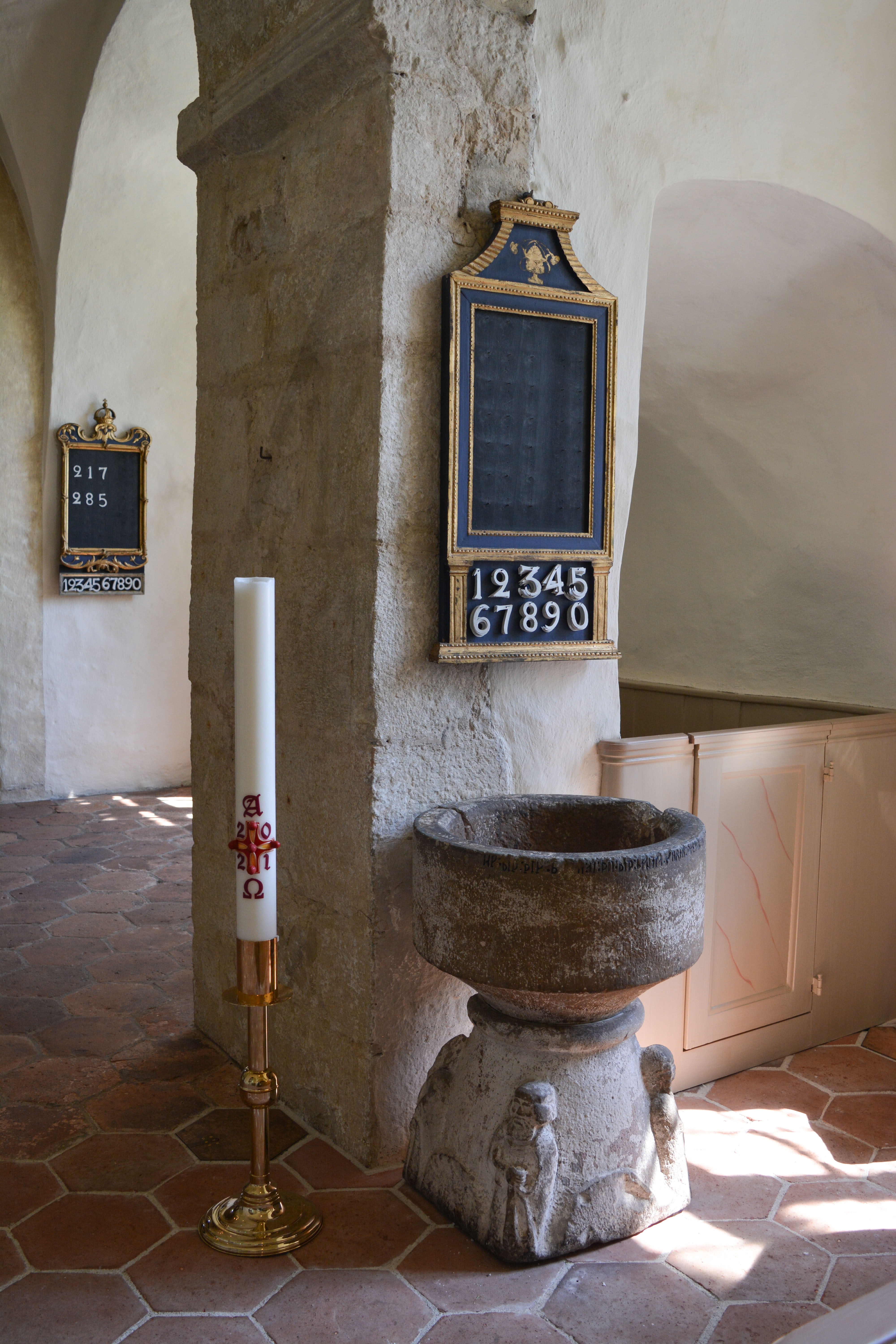
Dopfunten från 1200-t
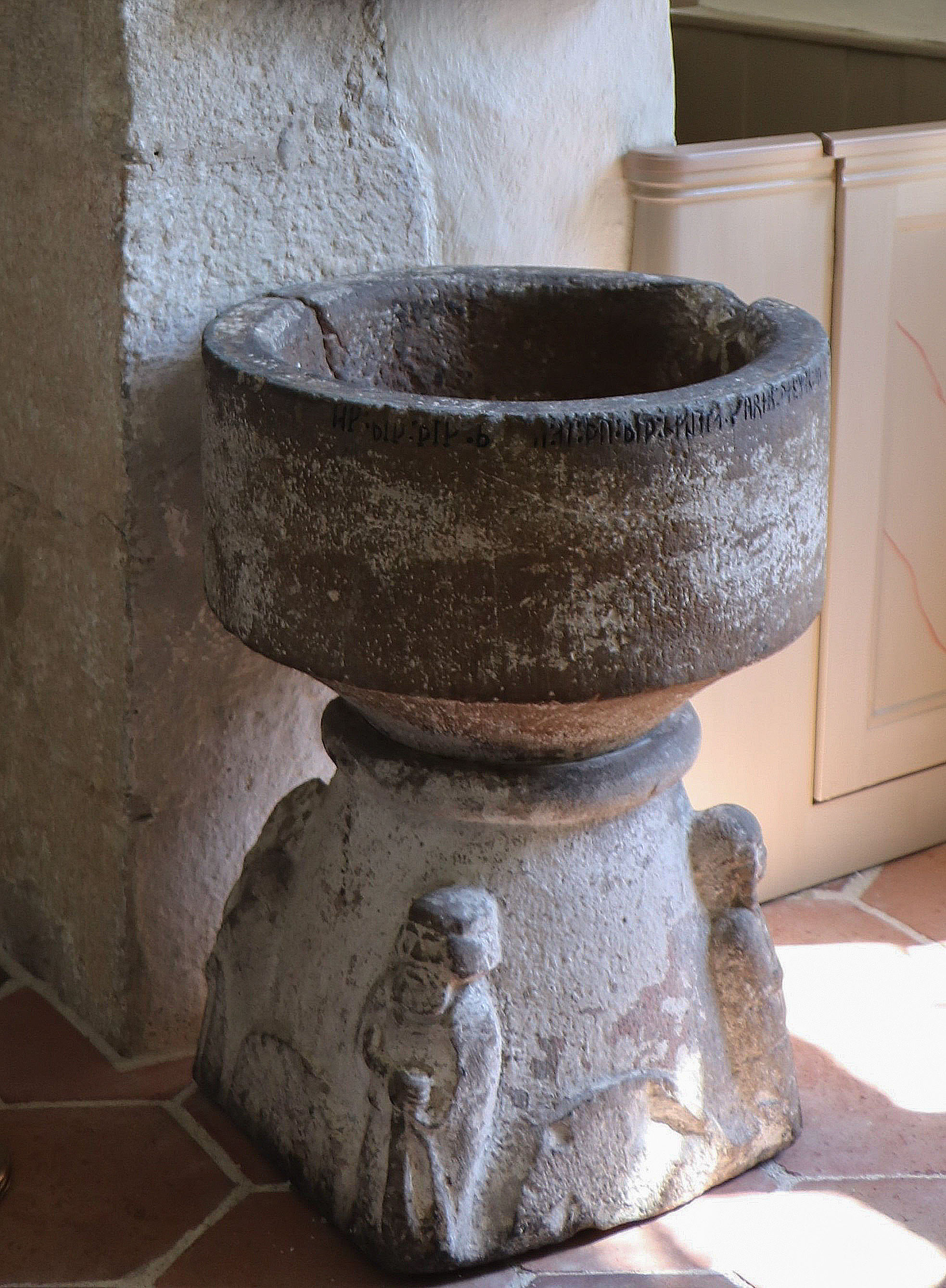
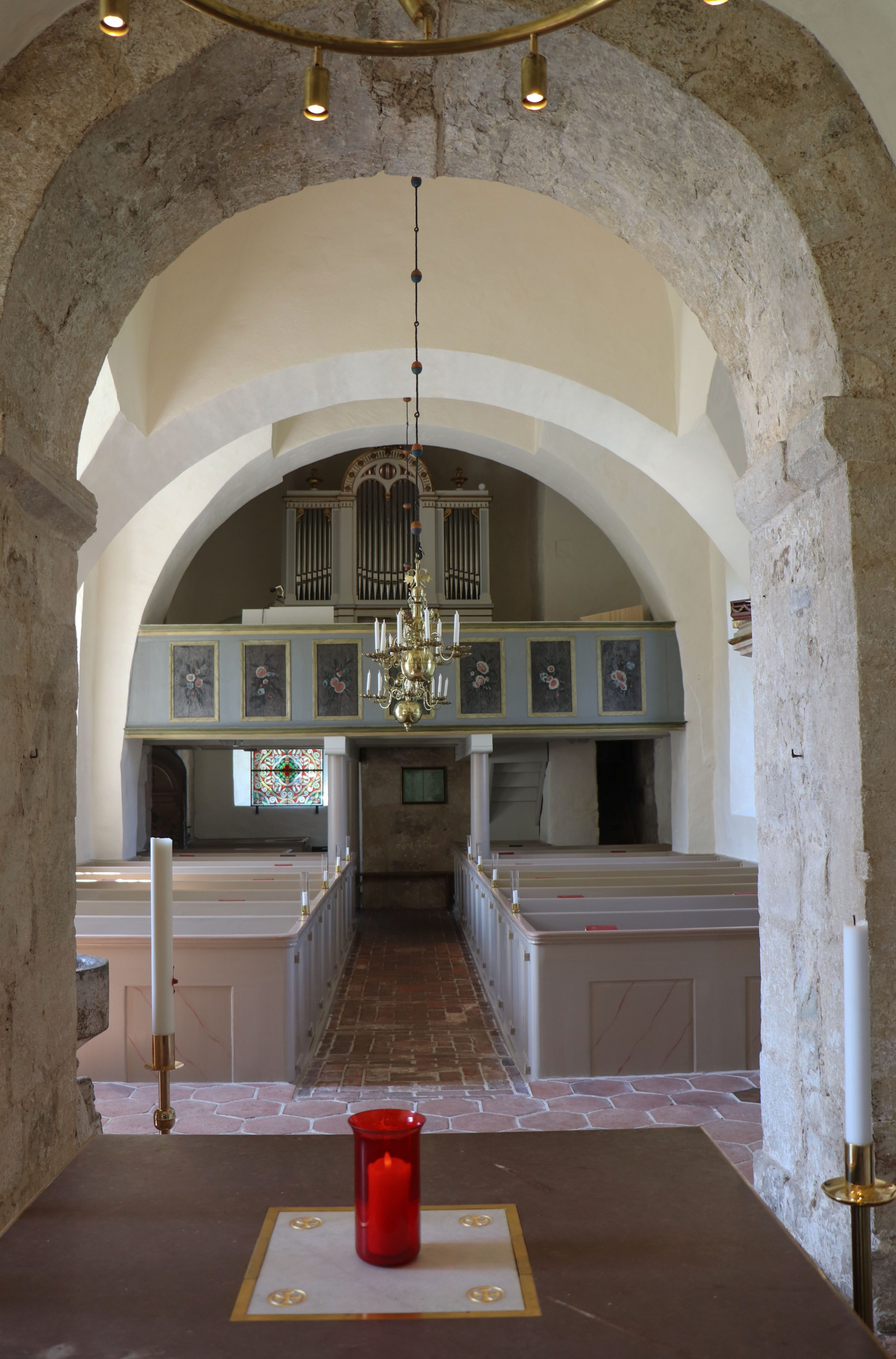
Kyrkorummet mot väster
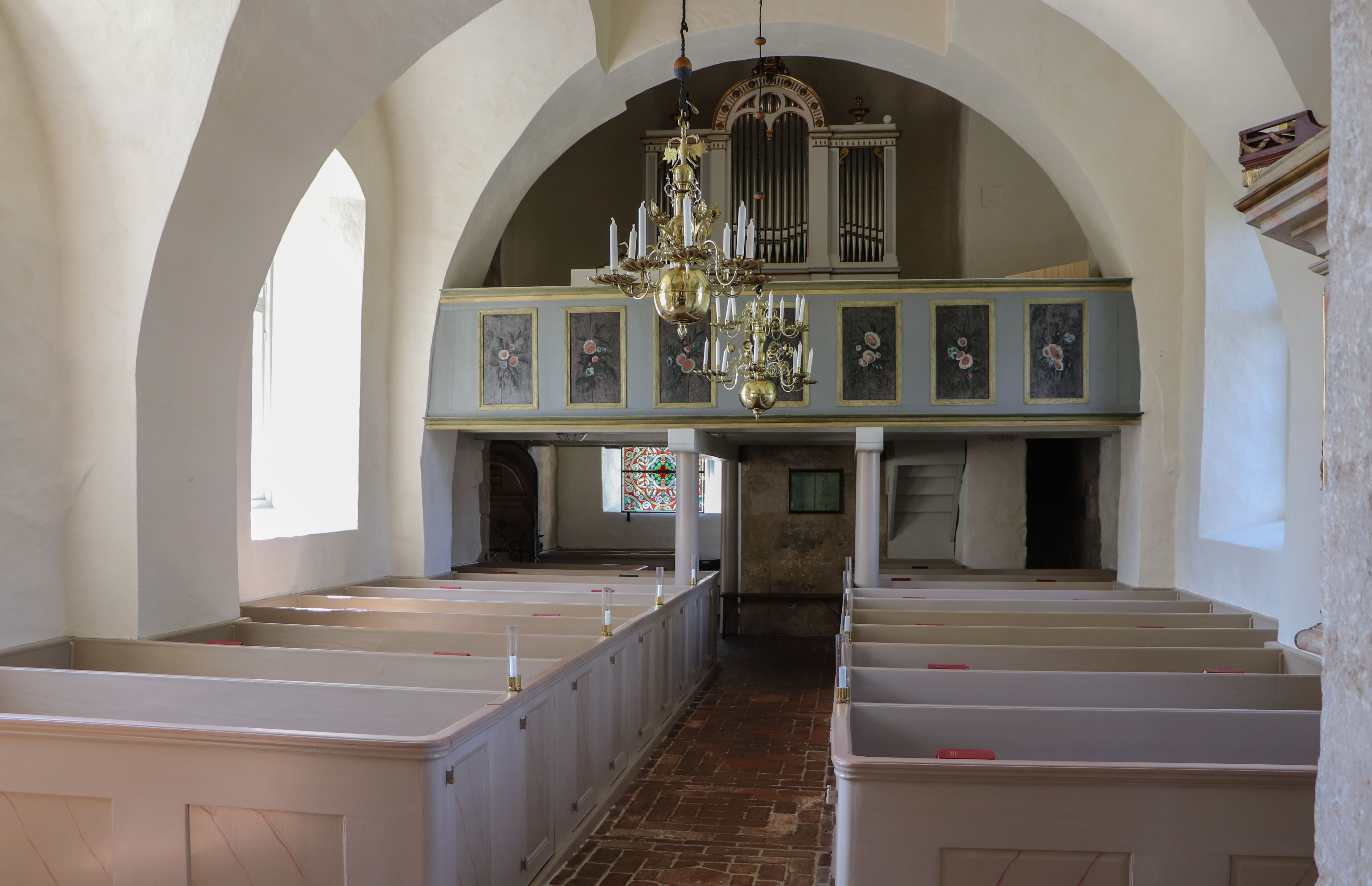
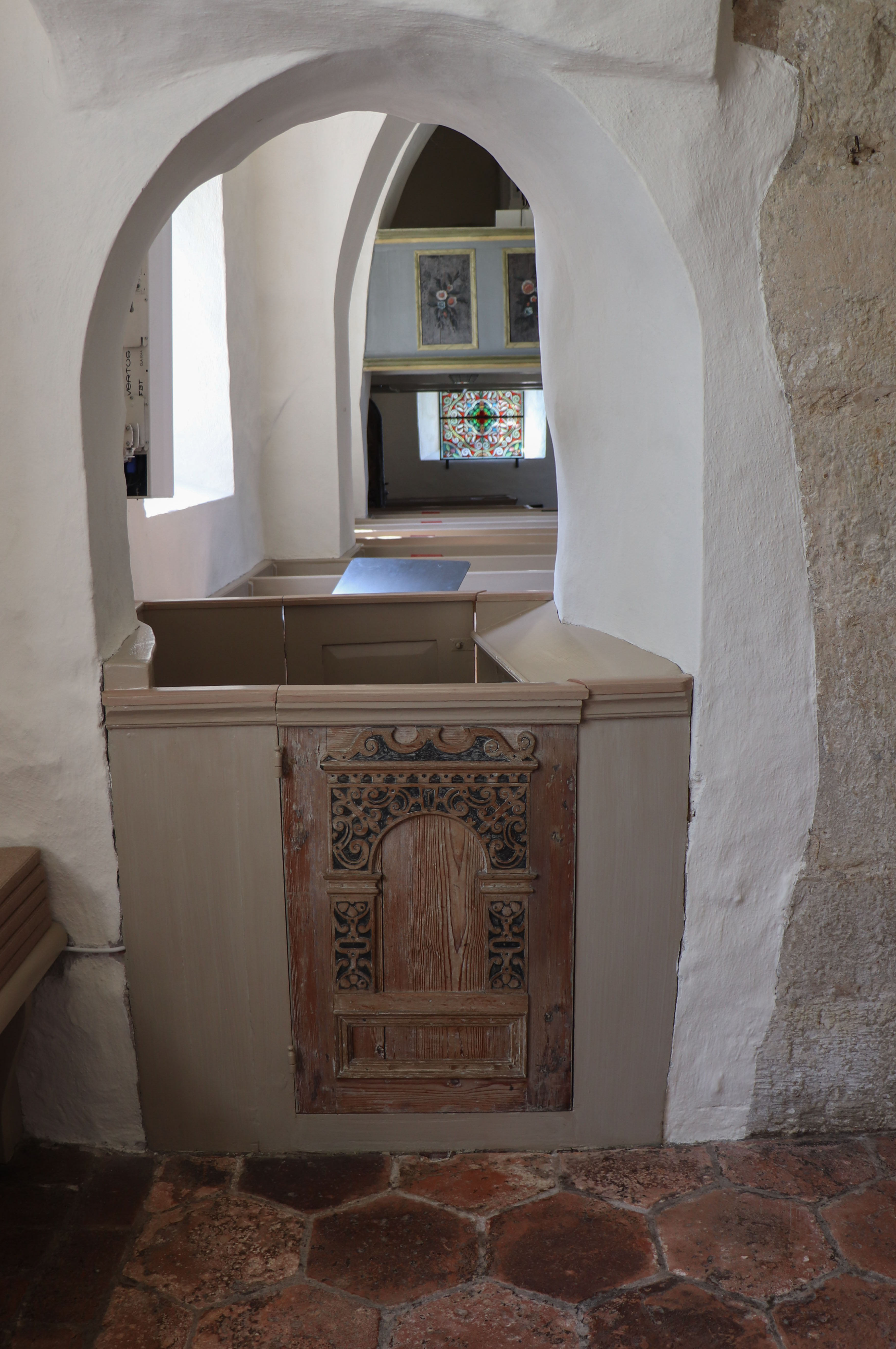
Korbänk

### Fotnoter
1. ↑  Medeltida borgar, maktens hus i Norden, sid 163, Martin Hansson, 2011, Historiska Media, ISBN 978-91-86297-05-3
2. ↑  Orgelanders